# Ogooué-Ivindo
Ogooué-Ivindo är en provins i Gabon. Den ligger i den nordöstra delen av landet, 400 km öster om huvudstaden Libreville. Antalet invånare är 63 293. Arean är 46 075 kvadratkilometer. Ogooué-Ivindo gränsar till Haut-Ogooué, Ogooué-Lolo, Moyen-Ogooué och Woleu-Ntem.
Ogooué-Ivindo delas in i:
- Ivindo
- Lopé
- Mvoung
- Zadié

Följande städer (communes) finns i Ogooué-Ivindo:
- Booué
- Makokou
- Mekambo
- Ovan